# Luis Gilberto Murillo

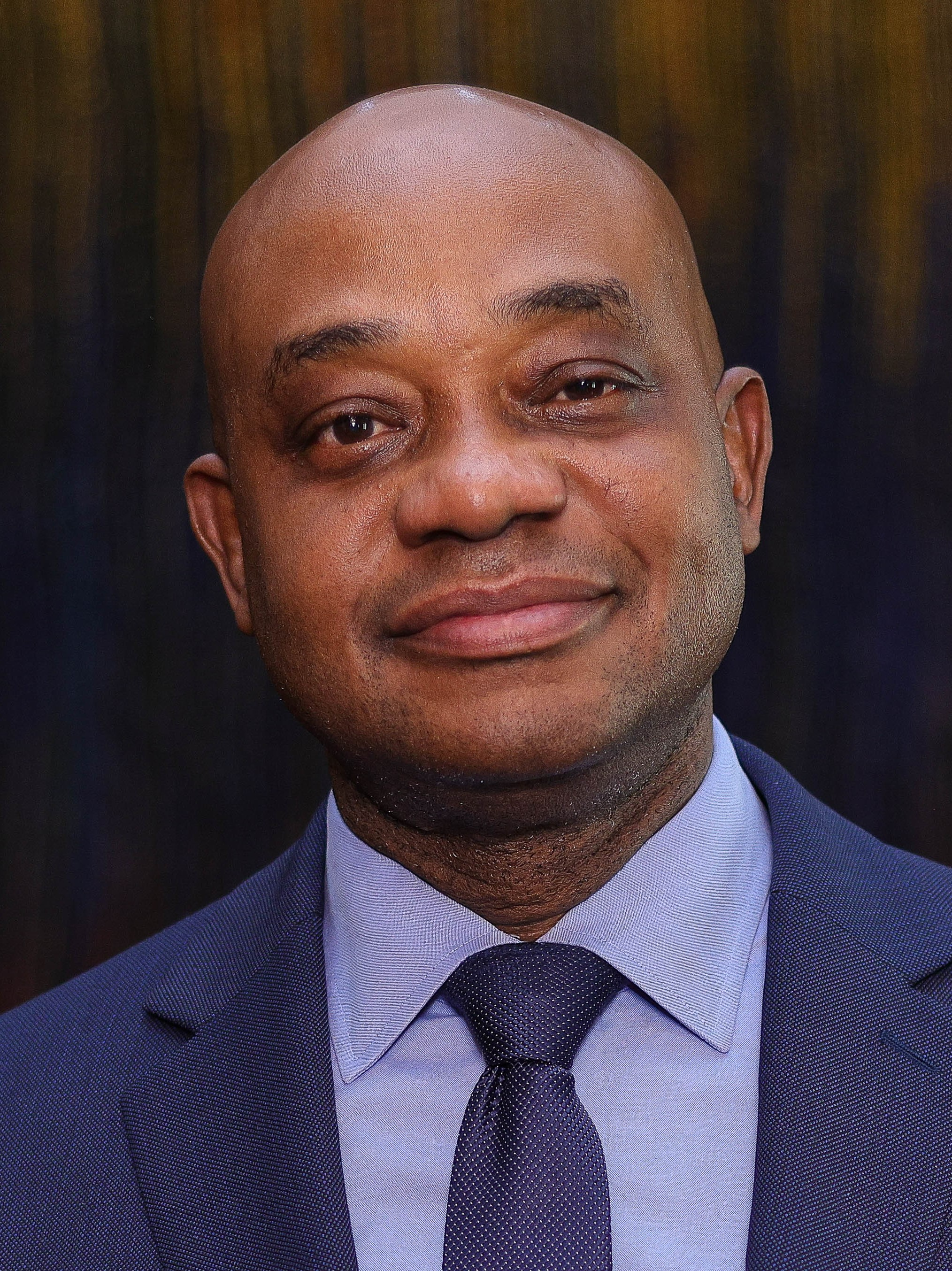
Luis Gilberto Murillo (2024)

Luis Gilberto Murillo Urrutia (* 1. Januar 1967 in Medio San Juan, Chocó) ist ein kolumbianischer Diplomat und Politiker. Er ist seit Mai 2024 der kolumbianische Außenminister. Davor war er kolumbianischer Botschafter in den USA (2022–2024), Minister für Umwelt und nachhaltige Entwicklung (2016–2018) sowie zweimal Gouverneur des Departamento del Chocó (1998–1999, 2012). 

## Laufbahn
Murillo wurde in eine afrokolumbianische Familie geboren und studierte über ein Stipendium ab 1984 an der Russischen Staatlichen Geologischen Prospektionsuniversität in der damaligen Sowjetunion, wo er einen Bachelor-Abschluss in Bergbauingenieurwesen und einen Master-Abschluss in Ingenieurwissenschaften mit Schwerpunkt Tagebau erwarb. Außerdem erhielt er ein Zertifikat als Ausbilder für die russische Sprache. Er lernte an der Universität auch seine russische Frau kennen. 1990 kehrte er in seine Heimat zurück.
1993, im Alter von 27 Jahren, wurde Murillo vom kolumbianischen Präsidenten César Gaviria zum Generaldirektor der Gesellschaft für nachhaltige Entwicklung des Departamento Chocó (CODECHOCO) ernannt. Hier war er an der Einführung von Maßnahmen zum Schutz der Artenvielfalt und des tropischen Regenwaldes beteiligt. Er spielte auch eine wichtige Rolle bei der Etablierung des kolumbianischen Umweltministeriums in den 1990er Jahren. 1995 ernannte der Bürgermeister von Bogotá, Antanas Mockus Sivickas, Murillo zum Direktor der Umweltbehörde der Stadt und zum stellvertretenden Direktor für Planung.
Murillo bewarb sich als Mitglied einer Parteienkoalition unter Führung der linken Partido Liberal Colombiano als Kandidat für das Gouverneursamt von Chaco, wurde gewählt und trat sein Amt im Januar 1998 mit 31 Jahren als einer der jüngsten Gouverneure aller Zeiten an. Im Januar 1999 wurde Murillo durch ein umstrittenes Gerichtsurteil seines Amtes enthoben, nachdem das Wahlergebnis vor Gericht revidiert wurde. Sein Aktivismus für Umweltschutz und die Rechte der vernachlässigten indigenen und afrokolumbianischen Bevölkerungsgruppen brachten ihm mächtige Feinde ein und 2000 wurde er von einer bewaffneten Gruppe entführt. Nachdem er nach einigen Stunden freigelassen wurde, verließ er mit seiner Familie das Land und floh in die Vereinigten Staaten, wo er Asyl erhielt.
In den USA setzte er sich weiterhin für eine Verbesserung der Situation in seinem Heimatland ein und arbeitete für die evangelische humanitäre Hilfsorganisation Lutheran World Relief und den Phelps Stokes Fund sowie für die UN, die Interamerikanische Entwicklungsbank, USAID und die Weltbank. Er baute auch Kontakte zu linken und afroamerikanischen Gruppen in den USA auf. Murillo war auch im Vorstand und in beratenden Ausschüssen verschiedener in den USA ansässiger Organisationen tätig, wie dem Colombian Human Rights Committee, dem US Office on Colombia, dem American Friends Service Committee, dem Global Exchange Speaking Bureau und dem Center for International Policy. Er war auch Fellow der American University und Martin Luther King Scholar am MIT.
Er kehrte 2011 nach Kolumbien zurück, wo er zum zweiten Mal die Wahl zum Gouverneur von Choco gewann. Nach anderthalb Jahren im Amt wurde er jedoch nach einer Kontroverse über angebliches Fehlverhalten, als er in den neunziger Jahren Gouverneur war, wieder abgesetzt. 2013 wurde er von jeglichem Fehlverhalten freigesprochen. Im Jahr 2014 arbeitete Murillo für die Wiederwahlkampagne des konservativen kolumbianischen Präsidenten Juan Manuel Santos als Wahlkampfleiter für die Pazifikregion. Nach seinem Wahlsieg wurde Murillo von Santos zum Leiter des Programms Todos Somos Pacifico gemacht, welches die Förderung der wirtschaftlichen Entwicklung zum Ziel hatte.
Im Mai 2016 wurde Murillo von Präsident Santos zum Ministers für Umwelt und nachhaltige Entwicklung ernannt, wo er die Naturschutzgebiete des Landes deutlich ausweitete und für die Umsetzung des Pariser Klimaabkommen in Kolumbien verantwortlich war. Darüber hinaus wurde eine steuer- und marktorientierte Umweltpolitik umgesetzt, die den Markt für Emissionsrechtehandel deutlich ausbaute sowie zur Einführung einer nationalen CO2-Steuer führte. Murillo war federführend bei der Schaffung eines Systems zur Abgeltung von Umweltleistungen für ländliche Gemeinden, um Anreize für den Umweltschutz zu schaffen, von dem 100.000 Familien profitierten.
Bei der Präsidentschaftswahl in Kolumbien 2022 kandidierte Murillo für das Amt des Vizepräsidenten gemeinsam mit dem Präsidentschaftskandidaten Sergio Fajardo für die grünlinke Parteienkoalition Coalición Centro Esperanza, die mit knapp 4 Prozent der Stimmen den vierten Platz belegte und ausschied. Nach seiner erfolglosen Vizepräsidentschaftskandidatur unterstützte Murillo den Kandidaten des Pacto Histórico por Colombia, Gustavo Petro, für die zweite Runde. Petro gewann und wurde Präsident. Mitte Juli 2022 gab der designierte Präsident Petro bekannt, dass er Murillo zum Botschafter in den Vereinigten Staaten ernennen wird. Nach knapp zwei Jahren als Botschafter in Washington wurde Murillo im Mai 2024 zum Außenminister befördert.